# Ella av Northumbria
Ella eller Ælla var kung av Northumbria under 800-talet. Inte mycket är känt om honom. Enligt 1100-talskrönikören Symeon av Durham stupade Ella 867 i strid med vikingar.
Ella förekommer i de nordiska sagorna. Han sägs ha dödat Ragnar Lodbrok genom att kasta honom i en ormgrop. Han besegrades i ett fältslag av Ragnars söner som dödade Ella genom att rista blodörn på honom. Den som stod för den idén sägs ha varit Ivar Benlös (son till Ragnar Lodbrok) som sedan blev kung av Northumbria.